# Upplands runinskrifter 939
Runinskrift U 939 är en runsten som idag finns uppställd bakom Gustavianum i Universitetsparken i Uppsala, Uppland. 
Den står jämte följande åtta runstenar: U 489, U 896, U 932, U 937, U 938, U 940, U 943 och U 1011.

## Stenen
Stenen är ristad på 1000-talet. Under medeltiden blev den förmodligen använd som byggnadsmaterial i Franciskanklostret vid Gamla torget på andra sidan Fyrisån. Den återupptäcktes 1940 och flyttades till sin nuvarande plats i Universitetsparken.
Rundjuret som utgör hela ornamentiken på stenen är en ringlade runorm med två stora öglor. Inskriften börjar på rundjurets svans och sluter vid huvudet. Runstenen blev inte signerad av sin runristare, men enligt den Samnordiska runtextdatabasen är den troligen ristad av runmästaren Öpir. Den från runor översatta inskriften lyder enligt nedan:

## Inskriften
Runor: 
ᚠᚭᚱᚴᚢᚦᚱ᛫ᚢᚴ᛫ᛒᚱᚢᚾᛁ᛫ᛚᛁᛏᚢ᛫ᚴᛂᚱᛅᛘᛂᚱᚴᛁ᛫ᛅᛏ᛫ᛁᚴᚢᛚᚠᛅᛋᛏ᛫ᚠᛅᚦᚢᚱᛋᛁ__

Runsvenska: forkuþr uk ' bruni ' litu ' kera merki ' at ' ikulfast faþur si-

Normaliserad: Forkuðr ok Bruni letu gæra mærki at Igulfast, faður si[nn].

Nusvenska: "Forkunn och Brune lät göra minnesmärket efter Igulfast, sin far."

## Bildgalleri

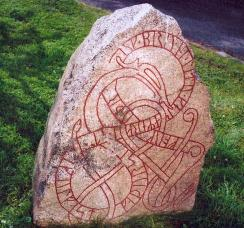
U 939 år 2003
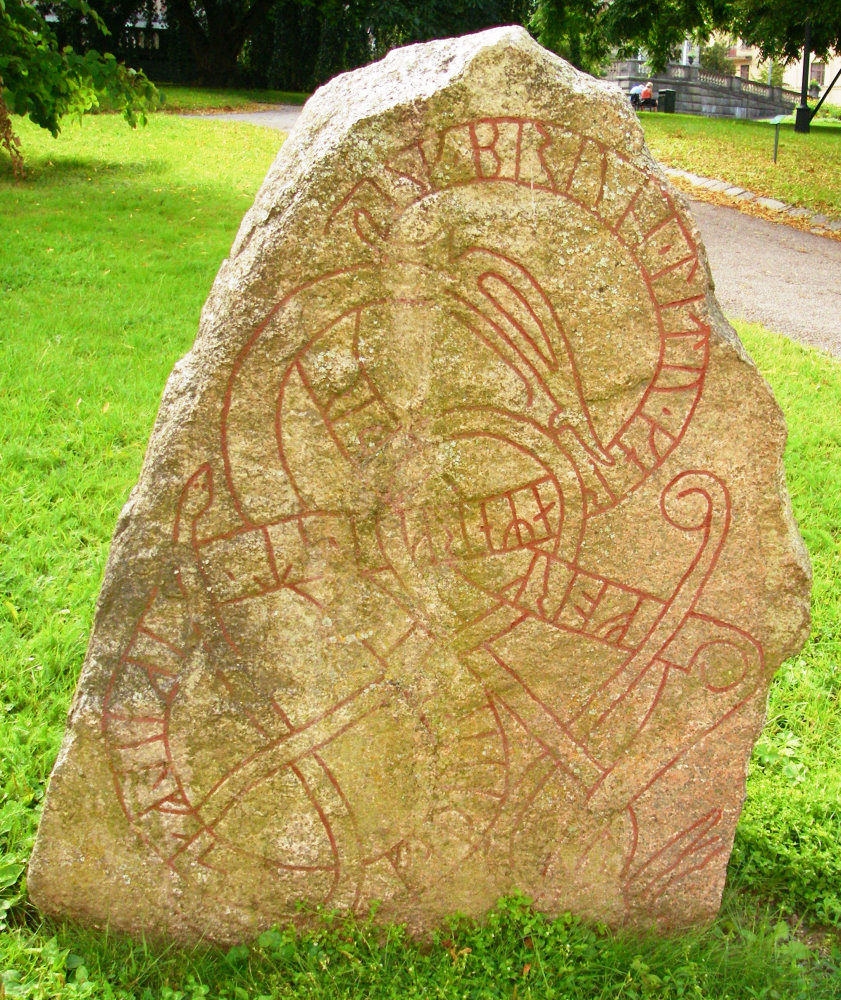
U 939 år 2009

### Fotnoter
1. ↑  Unicode stöd för runor behövs i din webbläsare